# Natsyjanalny Park Braslaŭskija Aziory
Natsyjanalny Park Braslaŭskija Aziory (vitryska: Нацыянальны Парк Браслаўскія Азёры, ryska: Natsional’nyy Park Braslavskiye Ozëra) är en park i Belarus.   Den ligger i voblasten Vitsebsks voblast, i den norra delen av landet, 190 km norr om huvudstaden Minsk. Natsyjanalny Park Braslaŭskija Aziory ligger 133 meter över havet. Den ligger vid sjön Dryvjaty.
Terrängen runt Natsyjanalny Park Braslaŭskija Aziory är platt. Närmaste större samhälle är Braslaŭ, 7,2 km norr om Natsyjanalny Park Braslaŭskija Aziory. 